# Южний (Барнаульський міський округ)
Ю́жний (рос. Южный) — селище міського типу у складі Барнаульського міського округу Алтайського краю, Росія.

## Населення
Населення — 19233 особи (2010; 19669 у 2002).